# Императорское музыкальное училище
Императорское музыкальное училище — образовательное учреждение дореволюционной Перми. Здание располагается на пересечении Сибирской улицы и улицы Пушкина.

## История
Заявка на возведение дома на углу Большой Ямской и Сибирской улиц была подана в Городскую думу коллежским асессором Александром Степановичем Коневым в мае 1901 г. Проект дома в стиле «модерн» был разработан пермским архитектором Василием Васильевичем Попатенко. Здание отличалось рельефной кирпичной кладкой, украшало город и после Благородного собрания было самым дорогим в близлежащих кварталах — в 1911 г. оценочная комиссия оценила его стоимость в 10 450 рублей.

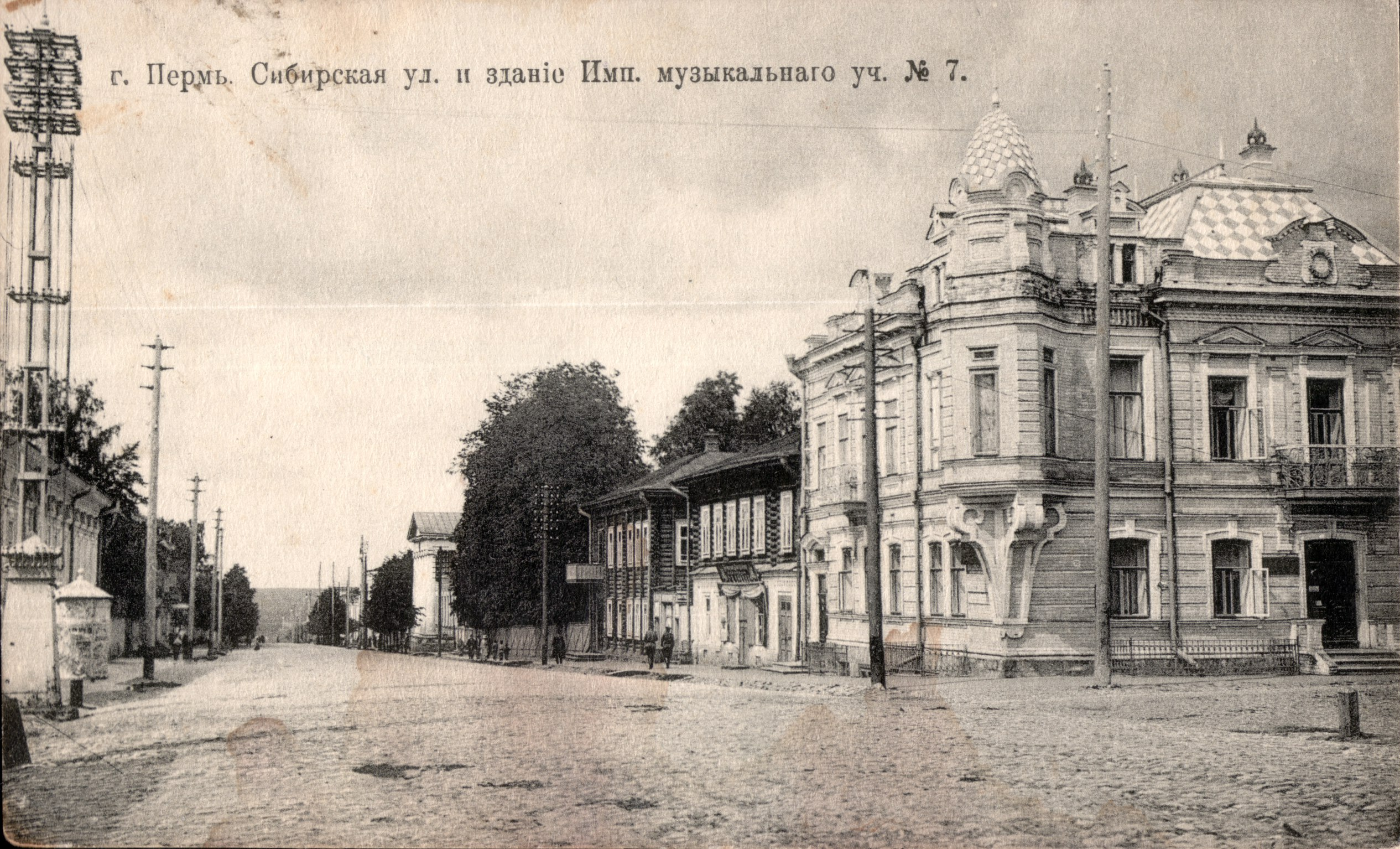
Императорское музыкальное училище на открытке начала XX века

А. С. Конев был владельцем здания до 1906 г., после чего оно перешло к Ивану Фёдоровичу Федотову, фирма которого торговала на Сенном рынке металлом и скобяными изделиями. В этом же доме размещалась доходная лечебница Иосифа Бордуховича Фишмана, лечившая «от нервных болезней, ревматизма, тучности и кожных заболеваний», как гласила реклама 1907 г. в «Пермских губернских ведомостях».
Больше всего дом стал известен в 1914 г., когда в нём были открыты Императорское музыкальное училище и нотная библиотека. Они были открыты под эгидой Пермского губернского попечительства о народной трезвости, председателем которого тогда являлся А. Д. Городцов. Он же и создал библиотеку, основой которой стали его личные фонды. Училище было создано благодаря усилиям супругов Любови Николаевны и М. З. Басовых-Гольдберг, которые 1 декабря 1907 г. открыли фортепианные классы в доме Базановых, а с 1908 г. переехали в дом на углу Большой Ямской и Сибирской. Здесь они открыли музыкально-драматическую школу, в которой преподавали пение, игру на скрипке, виолончели и фортепиано — за 80, 100, 125 рублей в год. Супруги Басовы-Гольдберг жили и работали в этом доме до 1913 г., когда они покинули Пермь, оставив городу в дар своё училище, ставшее называться Императорским (то есть государственным). Училище и библиотека просуществовали до 1917 г.
После Октябрьской революции в 1918 г. дом был реквизирован властями и передан союзу увечных воинов. В 1919 г. здесь останавливался военачальник Красной Армии В. К. Блюхер — об этом напоминает мемориальная доска, установленная 9 ноября 1968 г., автором которой является Ю. Ф. Екубенко. В 1921 г. здесь размещались губполитпросвет, губнаробраз и губполитотдел.
Сейчас в здании размещаются различные частные фирмы.